# Valdir José de Castro

Bischofswappen von Valdir José de Castro

Valdir José de Castro SSP (* 14. Februar 1961 in Santa Bárbara d’Oeste, São Paulo) ist ein brasilianischer römisch-katholischer Ordensgeistlicher und Bischof von Campo Limpo.

## Leben
Valdir José de Castro trat der Ordensgemeinschaft der Gesellschaft vom hl. Apostel Paulus bei und legte am 11. Februar 1981 die erste Profess ab. Von 1981 bis 1983 studierte er Philosophie an der Universidade de Caxias do Sul und von 1984 bis 1987 Katholische Theologie am Theologischen Institut in São Paulo. Er legte am 25. Oktober 1987 die ewige Profess ab und empfing am 12. Dezember desselben Jahres im Esporte Clube Barbarense in Santa Bárbara d’Oeste durch den Bischof von Piracicaba, Eduardo Koaik, das Sakrament der Priesterweihe. Nach weiterführenden Studien erwarb Valdir José de Castro 1994 an der Päpstlichen Universität Gregoriana in Rom ein Lizenziat im Fach Spirituelle Theologie. Zwischenzeitlich war er Seelsorger in der Niederlassung seiner Gemeinschaft in Remscheid.
Von 1997 bis 2001 war Valdir José de Castro als Novizenmeister tätig, bevor er Generaldirektor des Apostolats der Gesellschaft vom hl. Apostel Paulus in São Paulo wurde. Daneben absolvierte er von 1996 bis 2000 ein Journalismusstudium an der Universidade de Caxias do Sul und von 2001 bis 2004 ein Studium der Kommunikationswissenschaft an der Faculdade Cásper Líbero in São Paulo, das er mit dem Lizenziat abschloss. Danach wirkte er als Provinzial der Ordensprovinz Argentinien, Chile und Peru (2007–2011) und später der Ordensprovinz São Paulo (2012–2015). Vom 4. Februar 2015 bis zum 15. Juni 2022 war Valdir José de Castro Generalsuperior der Gesellschaft vom hl. Apostel Paulus. 2016 wurde er an der Pontifícia Universidade Católica de São Paulo im Fach Kommunikationswissenschaft promoviert.
Am 14. September 2022 ernannte ihn Papst Franziskus zum Bischof von Campo Limpo. Wenige Tage später, am 29. September desselben Jahres, berief ihn der Papst zudem zum Mitglied des Dikasteriums für die Kommunikation. Der Erzbischof von São Paulo, Odilo Kardinal Scherer, spendete ihm am 26. November 2022 in der Kathedrale Sagrada Família in Campo Limpo die Bischofsweihe; Mitkonsekratoren waren der emeritierte Bischof von Campo Limpo, Luiz Antônio Guedes, und der Bischof von Piracicaba, Devair Araújo da Fonseca.